# Skrajna Bednarzowa Ławka
Skrajna Bednarzowa Ławka (niem. Breitkammscharte, słow. Predná Bednárova lávka, węg. Elülső-Bednarz-rés)  – przełęcz w Grani Hrubego w słowackiej części Tatr Wysokich. Oddziela Skrajną Bednarzową Turnię na południowym wschodzie i Zadnią Garajową Turnię na północnym zachodzie. Według najnowszych pomiarów lidarowych ma wysokość 2295 m. Dawniej podawano wysokość 2300 m lub ok. 2280 m.
Jest to jedna z najwybitniejszych przełęczy w całej Grani Hrubego i oddziela od siebie Bednarzowe Turnie i Garajowe Turnie. Ma dwa siodełka (2295 i 2307 m) oddzielone turniczką, która wznosi się 17 m nad niższym, południowo-wschodnim siodłem. Przy przejściu granią łatwo można ją obejść z dowolnej strony. Ku południowemu zachodowi na Wyżnią Garajową Rówień w Niewcyrce opada z przełęczy wielki żleb. Ma deniwelację około 400 m i jest największym z wszystkich żlebów opadających z Grani Hrubego do Niewcyrki. Dolna jego część to ogromne, średnio strome i zawalone piargami żlebisko o szerokości do 40 m. Na wysokości około 2140 m nagle zamienia się w wąski komin przegrodzony kilkoma progami. Obok niego w filar Skrajnej Bednarzowej Turni wcina się inny, pionowy komin o wysokości około 50 m.
Do Doliny Hlińskiej z dwóch siodełek Skrajnej Bednarzowej Ławki opadają dwa żleby oddzielone wybitnym żebrem, w dolnej części bardzo wąskim i urwistym. Obydwa żleby uchodzą do Bednarzowego Koryciska, a ich deniwelacja wynosi około 600 m. Obydwoma prowadzą drogi wspinaczkowe.
Pierwszego wejścia na Skrajną Bednarzową Ławkę dokonali Józef Bajer, Stanisław Konarski i Ignacy Król 4 sierpnia 1906 r. podczas przechodzenia Grani Hrubego, a dokładnie jej odcinka pomiędzy Teriańską Przełęczą Niżnią a Garajową Strażnicą.
Skrajna Bednarzowa Ławka to wysunięta najdalej na północny zachód z trzech Bednarzowych Ławek (pozostałe to Zadnia Bednarzowa Ławka i Pośrednia Bednarzowa Ławka), których nazwy, podobnie jak nazwy Bednarzowych Turni, upamiętniają Wojciecha Bednarza – przewodnika zasłużonego dla poznania masywu Hrubego Wierchu. Nazwy utworzył Witold Henryk Paryski w 8. tomie przewodnika wspinaczkowego.

## Taternictwo
Na siodło tej przełęczy, podobnie jak na inne obiekty w Grani Hrubego, nie prowadzą żadne oznakowane szlaki turystyczne. Obecnie dozwolone jest taternikom przejście granią i wspinaczka od strony Doliny Hlińskiej. Niewcyrka jest obszarem ochrony ścisłej TANAP-u z zakazem wstępu.
Drogi wspinaczkowe
1. Z Niewcyrki południowo-zachodnim żlebem; 0+, na krótkim odcinku V+ w skali tatrzańskiej, czas przejścia 2 godz.
2. Z Doliny Hlińskiej prawym żlebem; IV, 5 godz.
3. Północno-wschodnim żebrem; V, A0, 12 godz.
4. Z Doliny Hlińskiej lewym żlebem; IV+, zimą lód o nachyleniu do 70 stopni
5. Z Bednarzowej Zatoki skośnie przez ścianę[5].

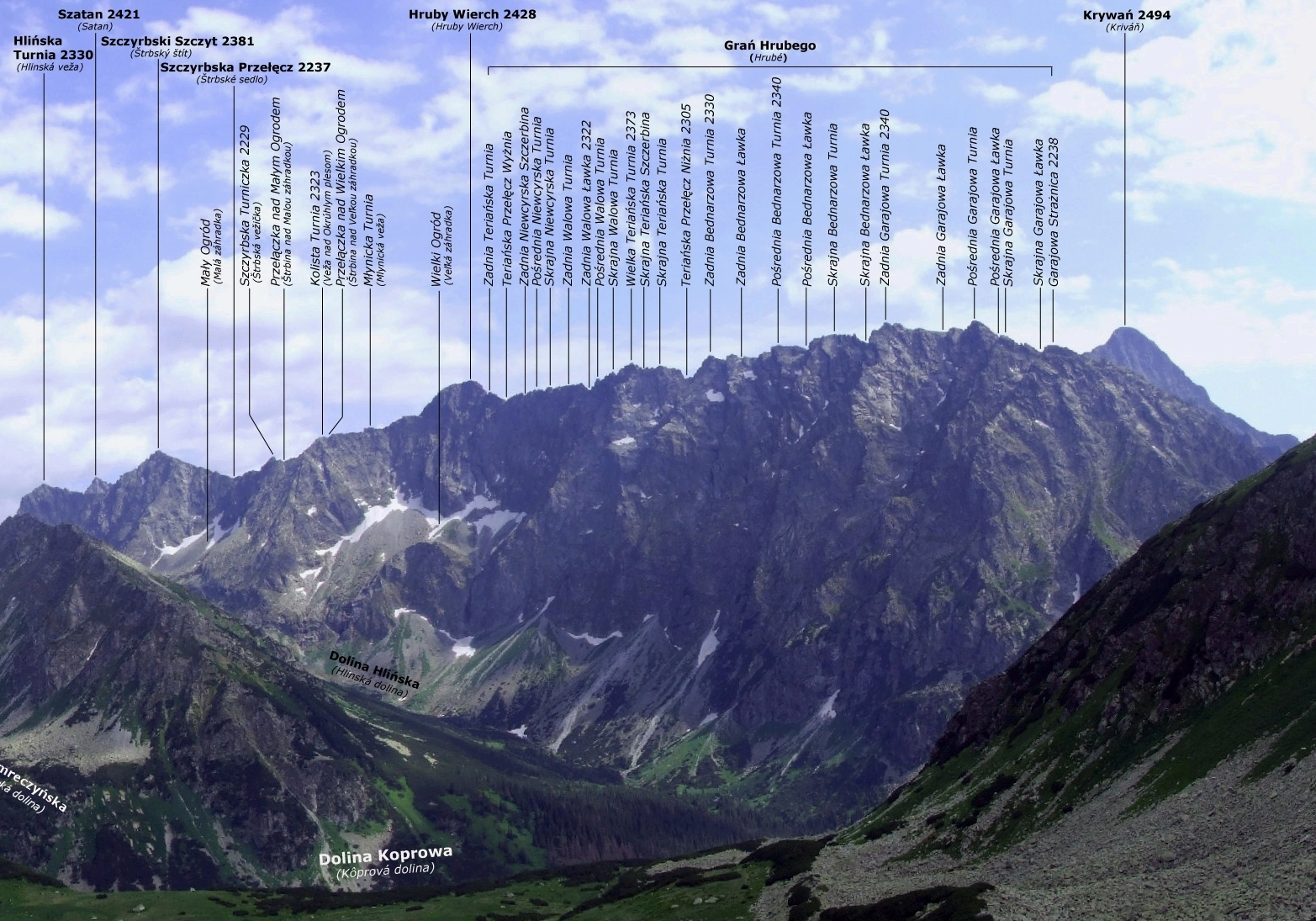
Widok z Zaworów
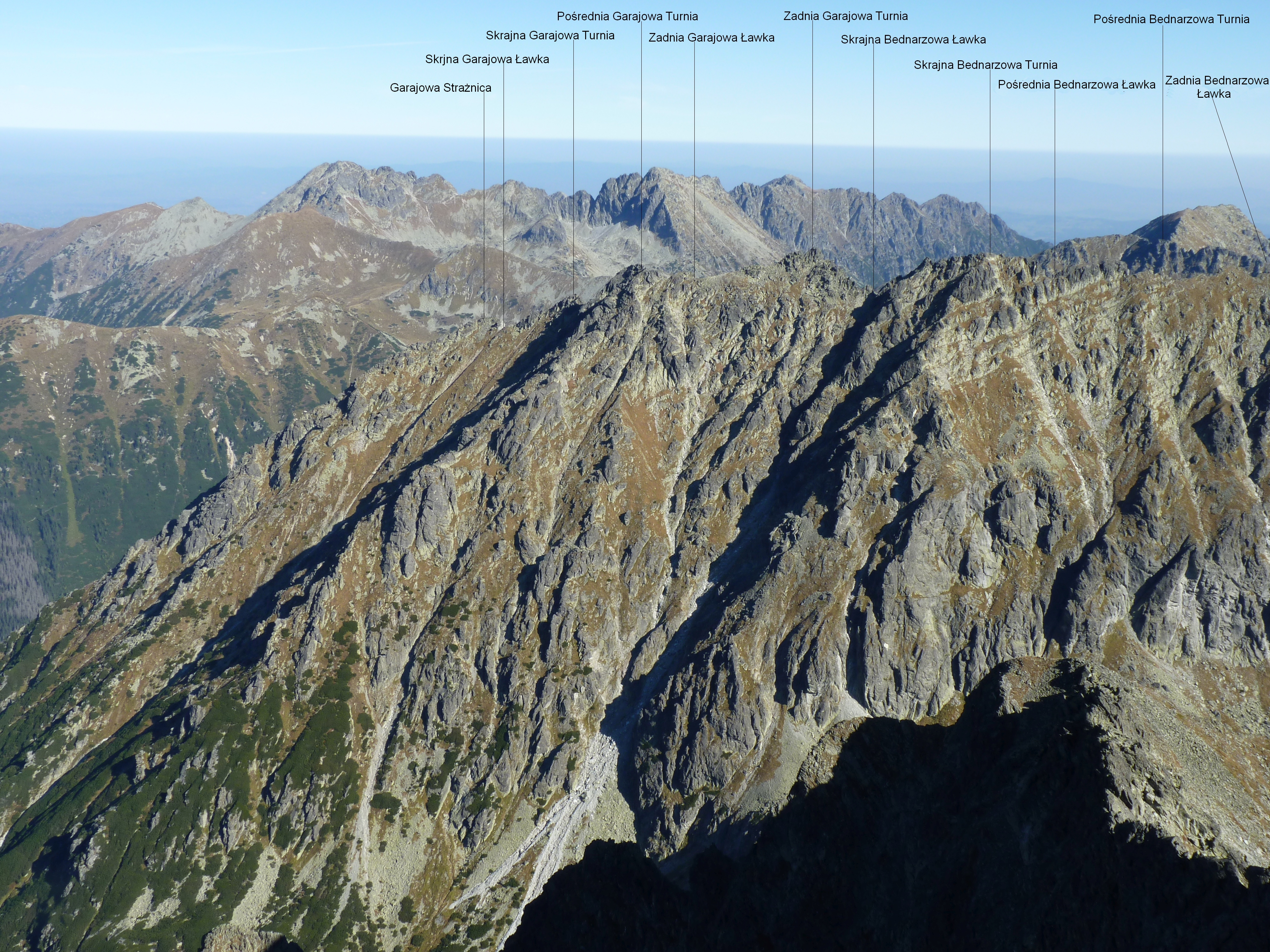
Widok z Krywania